# Gamemnae
Gamemnae è un personaggio immaginario presente nell'Universo DC, che fu una nemica della Justice League of America.
Gamemnae comparve nella quinta stagione della serie televisia Supergirl, interpretata dall'attrice Cara Buono.

## Biografia del personaggio

### Antichità
Nata oltre trecento anni fa, Gamemnae era un'Atlantidea, esiliata alla nascita da Atlantide in quanto bionda - cosa considerata una maledizione nella cultura Atlantidea. Sopravvissuta al proprio esilio, Gamemnae imparò le arti magiche, che poi utilizzò non solo per innalzare Atlantide dalle acque, ma per tramutare i suoi abitanti in respiranti di aria in opposizione ai respiranti di acqua che furono per secoli. Convinta che era suo destino guidare la propria gente nella conquista del mondo, Gamemnae si stabilì presto come leader del proprio popolo, imparando gradualmente altri incantesimi per incrementare il proprio potere.
Tuttavia, Gamemnae imparò che tutti i suoi sforzi non servirono a nulla quando Aquaman e gli Atlantidei del XXI secolo furono rispediti nel passato dal disperato tentativo di Tempest di salvare la città da una sonda di Imperiex durante la storia Our Worlds at War. Oltraggiata dalla consapevolezza che gli Atlantidei sarebbero rimasti dei respiratori di acqua in futuro, sedusse Aquaman e lo ingannò facendogli bere una pozione che lo trasformò in uno spirito d'acqua, confinandolo successivamente in una pozza d'acqua nel mezzo di Atlantide mentre la sua gente fu costretta a lavorare come schiavi subacquei, costruendo fondamenta per mantenere Atlantide sopra l'acqua.
Avendo letto la mente di Aquaman, Gamemnae venne a sapere dell'esistenza in futuro della Justice League, e seppe anche che avrebbero fatto di tutto per cercare di salvare il proprio compagno caduto. Determinata a sconfiggerli, Gamemnae creò una propria "Lega degli Antichi", consistente di varie persone nel mondo che sarebbero potute diventare una minaccia per Atlantide in futuro. Questa squadra incluse:
- Rama Khan, sovrano della nazione di Jarhanpur, capace di comandare gli elementi Fuoco e Acqua.
- Manitou Raven, un mago potente.
- L'Unto, un alieno caduto che fu cresciuto da una setta ebraica come un angelo caduto, con una forza fisica simile a quella di Superman.
- Whaler, un nordico eurasiatico che poteva ottenere il potere dell'aurora boreale.
- Tezumak, un mesoamericano pre-Azteco che raggiunse l'apice della tecnologia prima di ogni altra cultura; indossava una potente armatura di bronzo oliata nel sangue delle sue vittime e aveva una naturale predisposizione nel capire la tecnologia.
- Sela, una arma-donna vivente che passò una lunga serie di prove magiche.

Con questa "Lega degli Antichi" alle spalle, Gamemnae inculcò false visioni del futuro a Rama Khan, facendogli credere che previde un futuro in cui la Terra fu minacciata da un'idra distruttrice a sette teste - i membri restanti della JLA - e che una squadra doveva essere assemblata per sconfiggere questa minaccia incombente. Quando la League giunse nel passato per salvare Aquaman e gli Atlantidei, gli Antichi riuscirono a prevalere sulla League, in quanto la loro volontà di uccidere gli forniva un vantaggio significante, ma Manitou Raven, avendo visto l'allontanamento di Lanterna Verde dal combattimento per salvare degli Atlantidei innocenti, così come aver "testato" Batman in quanto il suo tomahawk non poteva ferire la pelle di un uomo buono, capì che la League era genuinamente composta di brave persone e si rivoltò contro Gamemnae con la verità del suo tradimento. Scoprendo che Gamemnae aveva usato un incantesimo di bloccaggio per assorbire gli altri membri della Lega degli Antichi, aggiungendoli così al proprio potere, Manitou utilizzò le anime dei Leaguers deceduti: l'incantesimo fu rafforzato dal cuore pronto al sacrificio di Kyle, permettendogli di creare un incantesimo di contenimento che avrebbe intrappolato Gamemnae in Atlantide finché, paradossalmente, l'alter ego passato di Raven lo avrebbe infranto viaggiando indietro nel tempo dopo un viaggio nel futuro.

### Tempi moderni
Svegliatasi nel presente, Gamemnae cominciò a drenare l'acqua dell'intero pianeta per costringere l'umanità a sottomettersi a lei, ma si ritrovò a confrontarsi con le riserve della League messi insieme da Batman nell'evento che la League originale fosse uccisa o sconfitta. Guidati da Nightwing, consistette di Freccia Verde, Atomo, Hawkgirl, Major Disaster, Firestorm, Faith, e Jason Blood. Beffandosi dei tentativi di Nightwing di opporsi a lei, Gamemnae assorbì Major Disaster, Zatanna e Tempest, e la sconfitta avvenne quando ci fu una vittoria di Pirro quando Jason Blood si sacrificò per salvare Zatanna.
Fortunatamente, un'ora anziano Manitou, essendosi nascosto per attendere il momento per agire senza recare danni alla storia, salvò la League dall'attacco di Gamemnae, rivelando che la maga aveva creato un legame tra lei e Atlantide per rafforzare il proprio potere. Incapace di sconfiggere Gamemnae nel presente, Nightwing, Hawkgirl, Zatanna e Firestorm viaggiarono indietro nel tempo per recidere la connessione di Gamemnae con Atlantide nel passato, liberando Aquaman collegando la pozza d'acqua al mare; anche se era ancora uno spettro d'acqua, poteva adesso utilizzare l'intero oceano come corpo, permettendogli di affondare nuovamente Atlantide e disfare l'"Epoca di Ossidiana" di Gamemnae di oscurità e vergogna.
Intanto, nel presente, i Leaguers restanti si confrontarono con Gamemnae con l'aiuto dei cadaveri resuscitati dei Leaguers da lei uccisi in precedenza; incapace di assorbire i morti, Gamemnae fu costretta a resuscitarli per ucciderli definitivamente, per capire troppo tardi che questo era il piano dei suoi nemici fin dall'inizio. Aiutati dai suggerimenti telepatici di Martian Manhunter, Blood fu in grado di liberarsi dall'incantesimo pantano trasformandosi in Etrigan, l'Atomo si rimpicciolì per salvare Major Disaster e Tempest da Gamemnae, mentre Manitou si trasformò in un gigante per battersi contro la ora gigantesca Gamemnae. Dato che Gamemnae giurò di bandire l'acqua e spedire la Terra nel sole, la League, aiutata dal sacrificio del futuro Manitou, riuscì a mantenere stabile l'orbita della Terra finché l'acqua non fece ritorno: Superman, Wonder Woman e Martian Manhunter usarono il Lazo della Verità per mantenere la Terra al proprio posto mentre Flash corse al Polo Nord e assorbì l'energia cinetica causata dalle loro azioni per prevenire pericolosi terremoti e infine, con l'anello carico, Lanterna Verde, nella forma di Ion, cullò la Terra nelle proprie mani grazie al sacrificio del futuro Manitou. Mentre la Atlantide del passato collassava, gli Atlantidei ritornarono al presente insieme al Manitou del passato, mentre la distruzione dell'Atlantide del passato terminò il tentativo di Gamemnae di conquistare la Terra, lasciandola per morta e sommergendo nuovamente la città.

## In altri media
- Gamemnae compare nella quinta stagione della serie televisiva Supergirl, interpretata dall'attrice Cara Buono. Debuttò nell'episodio "Tremors" e viene descritta come un membro di alto rango del Leviatano che venne sulla Terra dal pianeta gemello di Krypton, Jarhanpur, durante l'era dei dinosauri. Dopo aver saputo dal loro agente operativo Margot che Lena Luthor aveva respinto le sue avances, Gamemnae e Rama Khan cominciarono i loro piani per reclamare il Medaglione Acrata che Andrea Rojas diede a Lena. Nell'episodio seguente, "The Wrath of Rama Khan", Gamemnae diede a Rama Khan un bastone perché cominciasse i propri piani cosa che coinvolse il travaso dei poteri di Acrata per attivare un super vulcano. Quando questo piano fu sventato da Supergirl e Martian Manhunter, Acrata teletrasportò Rama Khan al quartier generale del Leviatano quando Gamemnae intervenne per interrompere lo scontro. Dopo la fuga di Acrata, Gamemnae affermò a Rama Khan che il suo regno era terminato e che il loro leader la nominò nuovo capo. Nell'episodio "The Bottle Episode", che ebbe luogo dopo la "Crisi sulle Terre Infinite" e una settimana dopo la formazione di Terra Prime, Gamemnae comparve alla Obsisian Tech sotto l'alias di un membro del Consiglio d'Amministrazione Gemma Cooper. Avendo testato delle lenti per la realtà virtuale, si fece delle idee su come Andrea poteva migliorarli. Nell'episodio "Back from the Future pt. 2", Lex Luthor rintracciò Gemma ad un ristorante e la persuase a permettere alla LuthorCorp di aiutarla a migliorare l'imminente progetto Obsidian Platinum. Vinta dal consiglio di Luthor, Gemma istruì Andrea perché la Obisidian Tech collaborasse con la LuthorCorp. Alla fine, Gemma fece sì che Margot informasse l'Unto che la LuthorCorp era nelle loro grinfie come pianificato.